# Mollkirch
Mollkirch (in alsaziano Mollkìrich)  è un comune francese di 976 abitanti situato nel dipartimento del Basso Reno nella regione del Grand Est.

## Società

### Evoluzione demografica
Abitanti censiti